# Aeroporto Internacional de Muan
O Aeroporto Internacional de Muan (Hangul: 무안국제공항, Hanja: 務安國際空港; Romanização Revisada do Coreano: Muan Gukje Gonghang; McCune-Reischauer: Muan Kukche Konghang) (IATA: MWX, ICAO: RKJB) é um aeroporto localizado no condado de Muan, província de Jeolla do Sul, na Coreia do Sul.
A construção do aeroporto iniciou em 28 de dezembro de 1999 e sua inauguração ocorreu em 8 de novembro de 2007. O aeroporto serve as cidades de Gwangju e Mokpo. É um aeroporto alternativo para as linhas domésticas do Aeroporto de Mokpo e para as linhas internacionais do Aeroporto de Gwangju. O aeroporto é administrado pela Korea Airports Corporation.

## História
- Janeiro de 1990: Pesquisa sobre adequação de desenvolvimento do aeroporto;
- Abril de 1994: Anúncio público do plano de médio e longo prazo para o desenvolvimento do aeroporto;
- Dezembro de 1998: Anúncio público do plano básico para o desenvolvimento de negócios do aeroporto;
- 28 de dezembro de 1999: Início da construção;
- 8 de novembro de 2007: Abertura do aeroporto.
- 29 de dezembro de 2024: Um Avião da Jeju Air saiu da pista e explodiu, matando 179 pessoas aborto

## Linhas aéreas e destinos
| Companhia aérea        | Destinos      |
| ---------------------- | ------------- |
| Asiana Airlines        | Pequim, Jeju  |
| China Eastern Airlines | Xangai-Pudong |